# Duke Worne
Duke Worne, nato Howard Worne, soprannominato Duke (Filadelfia, 14 dicembre 1888 – Los Angeles, 13 ottobre 1933), è stato un regista, attore e produttore cinematografico statunitense attivo nel cinema all'epoca del muto.
Tra il 1919 e il 1931, specializzato in serial e in pellicole genere, diresse oltre settanta film. Apparve, come attore, in circa una trentina di pellicole, producendo anche una decina di film. Nel 1930, sposò l'attrice Virginia Brown Faire.

## Filmografia

### Regista
- The Trail of the Octopus - serial (1919)
- The Screaming Shadow, co-regia di Ben F. Wilson - serial (1920)
- The Branded Four - serial (1920)
- The Star Reporter (1921)
- The Blue Fox - serial (1921)
- Kings of the Forest - cortometraggio (1922)
- Under Secret Orders - cortometraggio (1923)
- The Secret Code - cortometraggio (1923)
- The Showdown - cortometraggio (1923)
- Gli artigli dell'aquila (The Eagle's Talons) - serial (1923)
- Once in a Lifetime (1925)
- The Boaster (1926)
- Heroes in Blue (1927)
- The Midnight Adventure (1928)
- Into the Night (1928)
- The Man from Headquarters (1928)
- City of Purple Dreams (1928)
- When Dreams Come True (1929)
- Some Mother's Boy (1929)
- The Devil's Chaplain (1929)
- Anne Against the World (1929)
- Handcuffed (1929)
- Bride of the Desert (1929)
- Midnight Special (1930)
- The Last Ride (1931)

### Attore
- The Barnstormers, regia di Lloyd Ingraham - cortometraggio (1914)
- The Mysterious Hand, regia di Francis Ford - cortometraggio (1914)
- The Phantom Violin, regia di Francis Ford - cortometraggio (1914)
- Damon and Pythias, regia di Otis Turner (1914)
- The King and the Man, regia di Jacques Jaccard - cortometraggio (1914)
- The Mystery of the Throne Room, regia di Francis Ford - cortometraggio (1915)
- The Black Box, regia di Otis Turner - serial (1915)
- The Bay of Seven Isles, regia di Frank Lloyd - cortometraggio (1915)
- His Last Trick, regia di Frank Lloyd - cortometraggio (1915)
- The Smuggler's Lass, regia di Jack J. Clark - cortometraggio (1915)
- From Broadway to a Throne, regia di William Bowman (1916)
- Il tornado (The Tornado), regia di John Ford - cortometraggio (1917)
- L'attaccabrighe (The Scrapper), regia di John Ford - cortometraggio (1917)
- Who Was the Other Man?, regia di Francis Ford (1917)
- John Ermine of Yellowstone
- The Mystery Ship, regia di Francis Ford, Harry Harvey, Henry MacRae - serial (1917) (1917)